# Triamyxa coprolithica
Triamyxa coprolithica (лат.) — вид ископаемых жуков из подотряда Myxophaga, единственный в составе рода Triamyxa. Обнаружен в окаменелых фекалиях динозавриформ из позднего триаса Польши. Включается в вымершее подсемейство Triamyxinae семейства Hydroscaphidae вместе с родом Palaeoscapha из пограничных пермско-триасовых отложений Красноярского края, Россия.

## Описание
Мелкие жуки, общая длина тела (включая голову и брюшко) менее 2 мм (от 14, до 1,7 мм). Длина надкрылий от 0,9 до 1,3 мм, ширина от 0,4 до 0,5 мм. Дорсальная поверхность тела без бугорков и гребней; глаза сильно выпячиваются; голова перед глазами удлиненная и отчетливо суженная; основания усиков обнажены между глазами сверху; скапус усиков и педицель четко отделены друг от друга. В брюшке 5—6 стернитов.
Остатки жуков обнаружены в копролите динозавроморфа рода силезавр (Silesaurus opolensis), найденном в Польше (возле деревни Красеюв, около Ozimek, Верхняя Силезия). Размер цилиндрического по форме копролита: длина 17 мм и диаметр 21 мм. В этом куске обнаружены два хорошо сохранившихся экземпляра жуков (голотип и паратип) и 13 в разной степени разрушения. Возраст находки оценивается в 230 млн лет (поздний триас, карнийский век).

## Систематика
Вид был впервые описан в 2021 году и выделен в отдельные род Triamyxa и семейство Triamyxidae (Myxophaga). Предположительно, новый таксон может быть предковой формой всего подотряда жуков-миксофагов, современные представители которых сейчас живут на зелёных водорослях около воды.